# The Tramps and the Purse
The Tramps and the Purse è un cortometraggio muto del 1908 diretto da Lewin Fitzhamon.

## Trama
Un barbone ruba un borsellino e lo nasconde. Ma un altro vagabondo glielo ruberà a sua volta.

## Produzione
Il film fu prodotto dalla Hepworth.

## Distribuzione
Distribuito dalla Hepworth, il film - un cortometraggio di 72,9 metri - uscì nelle sale cinematografiche britanniche nel marzo 1908.
Si conoscono pochi dati del film che, prodotto dalla Hepworth, fu distrutto nel 1924 dallo stesso produttore, Cecil M. Hepworth. Fallito, in gravissime difficoltà finanziarie, il produttore pensò in questo modo di poter almeno recuperare il nitrato d'argento della pellicola.